# Le Repas chez Simon (Véronèse)
Le Repas chez Simon – en italien Cena in casa di Simone – est un tableau réalisé par le peintre italien Paul Véronèse en 1570. Cette huile sur toile de très grand format est une peinture chrétienne qui représente un épisode du Nouveau Testament, l'onction à Béthanie. Sa composition originale déplace sur son bord gauche la scène religieuse, laquelle voit une femme laver les pieds de Jésus-Christ. Ce faisant, elle laisse le reste de l'espace pictural à la figuration d'un banquet dans un décor à l'antique, avec au premier plan au centre un combat entre animaux pour de la nourriture. L'œuvre est conservée à la pinacothèque de Brera, à Milan.